# Ulla-Hahn-Autorenpreis
Der Ulla-Hahn-Autorenpreis ist ein deutscher Literaturpreis, der von der Stadt Monheim am Rhein seit 2012 in zweijährlichem Turnus als Förderpreis vergeben wird.

## Der Preis
Mit dem Ulla-Hahn-Autorenpreis wird ein deutschsprachiges Erstlingswerk (Lyrik oder Prosa) ausgezeichnet, dessen Veröffentlichung nicht länger als fünf Jahre zurückliegen darf und das von einer Autorin oder einem Autor unter 35 Jahren mit Wohnsitz in der Bundesrepublik Deutschland stammen muss. „Ausgezeichnet werden soll ein Werk, das in besonderer Weise den Bezug zur eigenen Herkunft und zum eigenen Leben herstellt und das Spannungsfeld zwischen Realität und Fiktion künstlerisch bearbeitet.“ Benannt ist der Preis nach der Dichterin und Schriftstellerin Ulla Hahn, die in Monheim am Rhein aufwuchs.
Die Dotierung des Preises betrug anfangs 6000 Euro; seit 2016 beträgt sie 10.000 Euro und wird aus der Stiftung Monheim der Stadtsparkasse Düsseldorf erbracht. Die Auslobung des Preises organisiert das städtische Ulla-Hahn-Haus.
Bei den ersten vier Vergaben wurden jeweils die Werke von Autorinnen prämiert.

## Preisträgerinnen und Preisträger
- 2012: Nadja Küchenmeister für den Gedichtband Alle Lichter
- 2014: Lara Schützsack für den Roman Und auch so bitterkalt
- 2016: Shida Bazyar für den Roman Nachts ist es leise in Teheran
- 2018: Karoline Menge für den Roman Warten auf Schnee[3]
- 2021: Björn Stephan für den Roman Nur vom Weltraum aus ist die Erde blau[4]
- 2023: Caroline Wahl für den Roman 22 Bahnen[5]

## Jugendbuchpreis Wi(e)derworte
Neben dem Ulla-Hahn-Autorenpreis verleiht die Stadt Monheim am Rhein den Jugendbuchpreis Wi(e)derworte. Der Preis wird seit 2013 alle zwei Jahre verliehen und gehört zu den am höchsten dotierten Auszeichnungen für Kinder- und Jugendliteratur im deutschsprachigen Raum. Inspiriert vom Werk und der Lebensgeschichte der aus Monheim stammenden Schriftstellerin Ulla Hahn zeichnet er Bücher aus, die von der Emanzipation junger Menschen erzählen. Im Fokus stehen Geschichten über junge (Anti-)Heldinnen oder -Helden im Widerstreit, die großen gesellschaftlichen Fragen unserer Zeit, Wege und Irrwege des Heranwachsens oder die Auseinandersetzung mit der Welt und dem eigenen Ich.